# Средњошколски центар „Голуб Куреш”
Средњошколски центар „Голуб Куреш” са сједиштем у Билећи ради као установа за средње васпитно образовање. Налази се у самом центру Билеће. Школа је добила име по преминулом директору Голубу Курешу.

## Историја школе
Одлуком Министарства просвјете народне владе од 17 новембра 1945. године отворена је Државна нижа реална гимназија у Билећи. Редовна настава са 36 ученика започела је 5.јануара 1946. године у тек поправљеној згради суда. Од те  године стално се повећавао број ученика као и број наставног особља. 
Пред почетак 1945/55 доноси се одлука о отварању гимназије у Билећи и врши се упис ученика у више разреде. Тих година убрзано се ради на издградњи данашње зграде гимназије и усељењу у њене просторије. У децембру 1958 одвојени су нижи разреди гимназије и припојени данашњој основној школи. 
У периоду 1960. До 1970. Године у Гимназији се биљежи благи раст броја ученика и одјељења. Године 1982/83 завршава последња генерација Гимназије а школа добија  назив Центар за средње усмјерено образовање и васпитање. 
1985/86. школске године врше се припреме за отварање Математичко-физичко рачунарске школе која постаје достојна замјена за гимназију, да би у школској 1992/93 школске године, на општу радост ученика и родитеља, била поново отворена гимназија. Скупштина општине на сједници 29.08.1991. године доноси одлуку да школа носи име  недавно преминулог директора  гимназије Голуба Куреша. 

## О школи
Средњошколски центар „Голуб Куреш” у Билећи се налази на адреси Владимира Гаћиновића 2. Наставу похађа око 540 ученика, а у школи је запослено око 45 радника. 

## Образовни профили
- Гимназија - општи смјер (четворогодишња)
- Машински техничар за компјутерско конструисање
- Туристички техничар
- Пољопривреда и прерада хране